# Henry Figueroa
Henry Adalberto Figueroa Alonzo (Santa Fe, Colón, Honduras, 28 de diciembre de 1992) es un futbolista hondureño Juega como defensa y su actual club es el Olancho de la Liga Nacional de Honduras.

## Trayectoria

### Motagua
Se formó en las reservas del Motagua donde se destacó como una de las promesas a futuro del club. Su debut en un partido oficial se dio el 4 de agosto de 2012 contra Platense, en la victoria de su equipo por 2-0 en el Estadio Tiburcio Carías Andino. Durante el Apertura 2013 se ganó la confianza del entrenador serbio Hristo Vidaković y hasta la fecha se ha convertido en titular indiscutible con el Motagua.

## Selección nacional
El 7 de octubre de 2013 es convocado a la Selección Hondureña de mayores para jugar los dos últimos partidos correspondientes a las Eliminatorias de Concacaf para Brasil 2014 frente a Costa Rica y Jamaica.
Luego, el 29 de agosto de 2014 se anunció que Figueroa había sido convocado para disputar la Copa Centroamericana 2014 con Honduras.
El 16 de junio de 2017 fue convocado por Jorge Luis Pinto para la Copa de Oro 2017.

### Participaciones en Copa de Oro
| Copa             | Sede                    | Año              | PJ | Goles |
| ---------------- | ----------------------- | ---------------- | -- | ----- |
| Copa de Oro 2015 | Estados Unidos · Canadá | Fase de Grupos   | 2  | 0     |
| Copa de Oro 2017 | Estados Unidos          | Cuartos de Final | 4  | 0     |

### Participaciones en Copa Centroamericana
| Copa Centroamericana      | Sede           | Resultado    |
| ------------------------- | -------------- | ------------ |
| Copa Centroamericana 2014 | Estados Unidos | Quinto lugar |

## Estadísticas
| F. C. Motagua Honduras                                           |                     |                     |     |   |   |    |    |     |     |   |
| 2012-13                                                          | 1.ª                 | 2                   | 0   | - | - | -  | -  | 2   | 0   |   |
| 2013-14                                                          | 1.ª                 | 32                  | 1   | - | - | -  | -  | 32  | 1   |   |
| 2014-15                                                          | 1.ª                 | 35                  | 1   | 3 | 0 | 0  | 0  | 37  | 1   |   |
| 2015-16                                                          | 1.ª                 | 29                  | 0   | 1 | 0 | 3  | 0  | 33  | 0   |   |
| 2016-17                                                          | 1.ª                 | 31                  | 0   | 0 | 0 | 0  | 0  | 31  | 0   |   |
| 2017-18                                                          | 1.ª                 | 28                  | 1   | 0 | 0 | 0  | 0  | 28  | 1   |   |
| 2018-19                                                          | 1.ª                 | 7                   | 0   | 0 | 0 | 7  | 0  | 14  | 0   |   |
| Total                                                            | Total               | 164                 | 3   | 4 | 0 | 10 | 0  | 178 | 3   |   |
| L. D. Alajuelense · Costa Rica                                   |                     |                     |     |   |   |    |    |     |     |   |
| 2018-19                                                          | 1.ª                 | 18                  | 3   | - | - | -  | -  | 2   | 0   |   |
| 2019-20                                                          | 1.ª                 | 16                  | 0   | - | - | -  | -  | 32  | 1   |   |
| Total                                                            | Total               | 34                  | 3   | 0 | 0 | 3  | 0  | 34  | 3   |   |
| C. D. Marathón Honduras                                          |                     |                     |     |   |   |    |    |     |     |   |
| 2019-20                                                          | 1.ª                 | 6                   | 1   | - | - | -  | -  | 6   | 1   |   |
| Total                                                            | Total               | 6                   | 1   | 0 | 0 | 0  | 0  | 6   | 1   |   |
| C. D. S. Vida Honduras                                           |                     |                     |     |   |   |    |    |     |     |   |
| 2021-22                                                          | 1.ª                 | 2                   | 0   | - | - | -  | -  | 2   | 0   |   |
| 2022-23                                                          | 1.ª                 | 9                   | 0   | - | - | -  | -  | 9   | 0   |   |
| Total                                                            | Total               | 11                  | 0   | 0 | 0 | 0  | 0  | 11  | 0   |   |
| Olancho F. C. Honduras                                           |                     |                     |     |   |   |    |    |     |     |   |
| 2024-25                                                          | 1.ª                 | 9                   | 0   | - | - | -  | -  | 9   | 0   |   |
| Total                                                            | Total               | 9                   | 0   | 0 | 0 | 0  | 0  | 9   | 0   |   |
| C. D. Marathón Honduras                                          |                     |                     |     |   |   |    |    |     |     |   |
| 2024-25                                                          | 1.ª                 | 13                  | 0   | - | - | -  | -  | 13  | 0   |   |
| Total                                                            | Total               | 13                  | 0   | 0 | 0 | 0  | 0  | 13  | 0   |   |
| Total en su carrera                                              | Total en su carrera | Total en su carrera | 237 | 7 | 4 | 0  | 10 | 0   | 251 | 7 |
| (1)Incluye Copa de Honduras. (2)Incluye Concacaf Liga Campeones. |                     |                     |     |   |   |    |    |     |     |   |

## Palmarés

### Campeonatos nacionales
| Título                | Club    | País     | Año  |
| --------------------- | ------- | -------- | ---- |
| Torneo Apertura       | Motagua | Honduras | 2014 |
| Torneo Apertura       | Motagua | Honduras | 2016 |
| Torneo Clausura       | Motagua | Honduras | 2017 |
| Supercopa de Honduras | Motagua | Honduras | 2017 |

### Campeonatos internacionales
| Título               | Club                  | País   | Año  |
| -------------------- | --------------------- | ------ | ---- |
| Copa Centroamericana | Selección de Honduras | Panamá | 2017 |